# سيلفا كابوتيكيان
سيلفا كابوتيكيان شاعرة أرمينية، بدأت الكتابة في سن الثالثة عشر. ونشرت أول كتاب لها عام 1945، وبعد ذلك ألفت أكثر من 60 كتابً تُرجم العديد منها إلى اللغات الروسية والأوكرانية والآذربيجانية والإنكليزية والفرنسية والبلغارية والعربية وغيرها.

## سيرتها

### تكوينها
ولدت سيلفيا كابوتيكيان في 20 يناير 1919 في عائلة من مدينة فان القديمة (في أرمينيا الغربية التاريخية، تركيا الحالية). نشأت في يريفان، عاصمة أرمينيا حيث كان والدها أحد أعضاء حزب داشناكتسوتيون القومي. توفي هذا الأخير بسبب الكوليرا قبل ولادة ابنته بثلاثة أشهر.فتربت على يد أمها وجدتها.
درست سيلفيا بكلية الفلسفة الأرمنية  بجامعة يريفان الحكومية من عام 1936 حتى تخرجها في عام 1941،  وبعد ذلك درست في معهد غوركي للأدب العالمي التابع لأكاديمية العلوم السوفيتية من 1949 إلى 1950.
انضمت إلى الحزب الشيوعي للاتحاد السوفيتي في عام 1945.

### سيرتها الأدبية
بدأت سيلفيا كابوتيكيان مسيرتها الفنية في أوائل ثلاثينيات القرن العشرين عندما نشرت أول قصيدة لها في عام 1933. تم انتخابها عضوًا في اتحاد الكتاب في أرمينيا في عام 1941 أصبحت. أول مجموعة مطبوعات رئيسية للأديبة ظهرت في عام 1945، وهي مجموعة من القصائد.
عرفت سيلفيا بالتزامها بموضوعين رئيسين في أعمالها هما الهوية القومية والشعر الغنائي. فأصبحت قصيدتها المعروفة، «كلمة لابني»، نصا عاما عند الإشداء بالهوية الوطنية الأرمنية. وتقول الآية الأخيرة: «انظر، يا ولدي، أينما كنت، / أينما ذهبت تحت هذا القمر، / حتى إذا نسيت أمك، / لا تنسى لغتك الأم».
ما بين عامي 1962 و 1973 سافرت إلي جميع أنحاء مجتمعات الأرمن المتشتة في الشرق الأوسط (لبنان وسوريا ومصر) وأمريكا الشمالية (الولايات المتحدة وكندا). في عامي 1964 و 1976، نشرت كتابين للسفريات، تروي فيهما زياراتها إلى المجتمعات الأرمينية في الشرق الأوسط. فتألفت معض الأحداث حول الناجين من الإبادة الجماعية وأحفادهم. ركزت كتبها في الستينيات والسبعينيات على تاريخ الشعب الأرمني ومستقبله، والذي صورته دائمًا بصور متفائلة.
كما أن الأديبة اهتمت بأدب الأطفال كتبت العديد من القصائد لهم.
في المجموع، ألّفت سيلفيا كابوتيكيان أكثر من ستين كتابًا باللغة الأرمنية وبعضها باللغة الروسية. تم ترجمة أعمالها من قبل بولات اوكودجافا، يونا موريتس، يفغيني يفوتشنكو، اندريه فوزنيسينسكي، بيلا اخمدولينا، وغيرها.

### الوفاة والجنازة
توفيت سيلفيا كابوتيكيان في مستشفى يريفان في 25 أغسطس 2006  خلال عملية جراحية جراء كسر في الساق. نظم حفل تخليدي لها في مسرح الأوبرا في يريفان في 29 يناير، وتم نقل نعشها إلى كوميتاس بانثيون المرموق. لم يحضر الرئيس كوتشاريان أيا من جنازتها أو تأبينها.

## حياتها الشخصية
كانت سيلفيا متزوجة من الشاعر المعروف هوفماناس شيراز. ولهما ابن وحيد، آرا شيراز (1941-2014)، الذي كان نحاتًا بارزًا. تطلق الزوجان فيما بعد.

## توجهاتها السياسية
حسب مارك مالكاسيان، فإن كابوتيكيان كانت تنتمي إلى طبقة فريدة من نوعها من المثقفين الأرمن ظلت طيلة عقود يقيمون حدا يفصل بين القومية الأرمنية والأممية السوفيتية الرسمية. أما بخصوص كل من مسألة كاراباخ، قضايا الإبادة الجماعية وغيرها من الأمور العزيزة فقد تحدثوا باسم شعبهم وعبرروا عن أفكاره، مع المحافظة في نفس الوقت على مكانتهم الجيدة مع موسكو فكانوا جزءا من النخبة المفكرة السوفيياتية.
أشارت كابوتيكيان دائمًا إلى دور أرمينيا السوفيتية كمركز للأمة الأرمنية، في حين كان الشتات الأرمني أمرا ثانويا بالنسبة لها.
كانت المفكرة كذلك مناصرة كبرى للناشط الحقوقي الروسي البارز اندريه ساخاروف ولقبته «بضمير الشعب السوفيتي».

### الإبادة الجماعية للأرمن
كانت كابوتيكيان داعية لفكرة«الانتقام السلمي» فيما يتعلق بالإبادة الجماعية للأرمن. ففي كتاب تأملات وسط الطريق الذي ظهر عام 1961 كتبت: «يجب عليك الانتقام من خلال الاستمرار في الحياة».
في 24 نيسان 1965، في الذكرى السنوية الخمسين لإبادة الأرمن، وقعت مظاهرة كبيرة في يريفان كانت كابوتيكيان من بين المتحدثين فيها مع الشاعر الشهير بارور سفاك. فذكرت في خطابها بالمفكرين الأرمن الذين تم ترحيلهم وقتلهم في عام 1915. هذه المشاركة انجر عنها دعوتها هي وسفاك إلى موسكو، أين فرضت الحكومة السوفيتية عقوبات بسبب تشييد نصب تذكاري للأرمن في يريفان، اكتمل صنعه في عام 1967. وفي وقت لاحق، انتقدت المفكرة القيادة السوفيتية لسياساتها المتعلقة تجاه هذا التجمع لإحياء ذكرى الإبادة الجماعية مقارنة بينه و «الاحتفالات غير المقيدة» في الشتات الأرمني، والتي وفقا لها، «تفتقر إلى العمق اللازم واتساع». في عام 1966 شجعت على التظاهر بسبب استقلال الحكومة الأرمينية السوفيتية.

### اللغة السوفيتية/سياسة الجنسية
دافعت سيلفيا كابوتيكيان عن الحقوق الوطنية وتطلعات الشعوب غير الروسية في خطاب نُشر في ساميزاد في 1965-1966. في عام 1980 عبرت عن قلقها من شعور الآباء الأرمنيين بالإجبار على إرسال أطفالهم إلى مدارس اللغة الروسية لتوسيع فرصهم المهنية. في مايو 1987، كانت أول غير روسية تنشر مقالا في برافدا حول القضايا القومية، انتقدت فيه الحكومة السوفيتية «لتوسيعها نطاق استخدام اللغة الروسية بشكل مجحف على حساب ثقافة الأرمن، واقترحت بشكل غير مباشر أن الشوفينية الروسية سبب تشويه العلاقات بين شعوب الاتحاد السوفيتي». وأضافت:«مع مرور كل عام، يتقلص مجال لغتنا الأم في أرمينيا. الوطنية الحقيقية المستوحاة من تاريخ الشعب وثقافته درع موثوق لحماية الشباب من التأثيرات الخارجية الغريبة.»

### الكفاح المسلح الأرمني
في ثمانينات القرن الماضي، سُئلت كابوتيكيان «عما إذا كانت العمليات المسلحة والتفجيرات يمكن أن تشوه سمعة الأمة الأرمنية في أعين العالم». وكان ردها مماثلا لآراء العديد من المراقبين الأرمينيين:«وهل البقاء ساكناً، مناشدة القوى المخلصة للإمبراطورية الدفاع عن القضية الأرمنية بالنيابة عنها، التذلل على أقدامهم يرفع من أن أمتنا؟».
في عام 1983 نظمت قداسا للفون اكماكيجيان سمته «قداس الليل»  ، تم نشره لأول مرة في عام 1987. فهذا الأخير كان واحدا من المرتكبين الرئيسيين لهجوم مطار اسانبوجا الدولي عام 1982، الشيء الذي شنق بسببه في تركيا في 29 يناير 1983.
كانت سيلفيا من بين المفكرين الأرمن الذين أعربوا عن دعمهم لفاروجان جارابادجان، الذي أطلق سراحه من سجن فرنسي في عام 2001 ورحل إلى أرمينيا في عام 2001.

### حراك كاراباخ
كانت كابوتيكيان واحدة من أوائل قادة حراك كاراباخ السياسي، إلى جانب زوري بالايان وإيغور مراديان. ووفقاً ليفون تير بتروسيان، أول رئيس لأرمينيا وزعيم لجنة كاراباخ فيما بعد، فإن كابوتيكيان، وبالايان، ومراديان، وناشطين آخرين انظموا إليهم شكلوا «لجنة كاراباخ الأولى»، التي كان لها هدف واحد فقط تمثل في توحيد منطقة ناغورنو كاراباخ المأهولة مع أرمينيا السوفيتية باستخدام النظام السوفيتي. يقترح تير-بيتروسيان «بالنسبة لهم، فإن قضايا مثل الديمقراطية أو استقلال أرمينيا ببساطة لم تكن موجودة».

### حماية البيئة
في أكتوبر 1987 نظم زوري بالايان مظاهرة شاركت فيها كابوتيكيان وطالبت السلطات بإغلاق جميع المصانع الكيماوية في أرمينيا محذرة: «لا تدع الإبادة الجماعية الحمراء تتبعها هذه الإبادة الجماعية الغير مرئية!»  وفي اجتماع 26 أبريل 1988 في مقر اتحاد الكتاب في كييف، تمت قراءة برقية كابوتيكيان «التعبير عن التضامن في الحزن» احتفالاً بالذكرى الثانية لكارثة تشيرنوبيل.
في يناير 1989 أكدت سيلفيا أنه يجب إغلاق محطة ماتسامور للطاقة النووية في أرمينيا، واصفة أنها «تهدد بدامر التراث الجيني للأمة الأرمنية.» 

### أرمينيا المستقلة
في عام 1996، كانت المفكرة من بين مجموعة من 14 مثقفاً وقعوا رسالة مفتوحة طالبوا فيها المدعي العام أرتافزاد جيفورجيان باتخاذ إجراءات ضد وزير الدفاع فازين سركسيان، الذي صرح عند نهاية الانتخابات الرئاسية لعام 1996 بأن وزارته لن تعترف بقادة المعارضة. «حتى لو فازوا بنسبة 100 بالمائة من الأصوات».
كما أن كابوتكيان كانت معارضة لحكومة رئيس أرمينيا الثاني المستقل روبرت كوشاريان. ففي 14 أبريل 2004، كتبت رسالة مفتوحة بعنوان «كوشاريان يجب أن يرحل»: بالأـرمنية (Քոչարյանը պետք է հեռանա)، دعته فيها إلى الاستقالة واحتجت على حملة القمع العنيفة التي تعرضت لها مظاهرة للمعارضة في 12/13 أبريل أودت إلى إصابة العشرات. كما أعادت ميداليية ميسروب ميدشت التي تحصلت عليها في عام 1999. أما بالنسبة لقضية ضرب السياسي المعارض آشوت مانوشاريان، فإن كابوتيكيان ترى أن «الضرب في أرمينيا أصبح الوسيلة الأساسية للسياسة والجزء الأكثر تأثيراً في إرهاب الدولة. يجب النظر إلى جميع الحالات التي استخدمت فيها القوة من هذا المنطلق». بالنسبة لمجلة أرمينيا الآن فإنها «شخصية معارضة».
و في رأي قوي آخر، فإن كابوتيكيان ترى أن سياسيا مسؤولا كان ليستقيل بعد إطلاق النار الذي تم في عام 1999 في البرلمان الأرمني الذي اغتيل فيه رئيس الوزراء فازين سركيسيان ورئيس البرلمان كارين ديميرشيان، مغ آخرين. ردا على ذلك، ذكر كوشاريان أن ميدالية ميسروب ميدشت ليست ميداليته، وإنما ميدالية جمهورية أرمينيا. وأضاف أنه يأسف لكيف ترأى كابوتيكيان «جوهر دولتنا» ولا تساهم في «احترام أمتنا لتعليم جيل الشباب».

## الإرث
تعتبر كابوتيكيان من بين النساء الأرمن الأكثر شهرة في التاريخ. إذ أدرجت قصائدها في برامج أدب المدرسة. ة غالباً ما يشار إلى ها في الأوساط الأرمنية باسم «شاعرة كل الأرمن» (بالأرمنية: Ամենայն հայոց բանաստեղծուհի). وهو تلقيب يشبه لقب «شاعر جميع الأرمن» الممنوح لهوفاناس تومانيان، هو الاخير استمد من تسمية رئيس الكنيسة الأرمنية كاثوليكوس جميع الأرمن.
وصفت في بيان صحفي للحكومة الأرمينية عند وفاتها على أنها «واحدة من أبرز الشعراء الأرمن في القرن العشرين». ذكرت جريدة أرافوت في عام 2004 أنها «الأخيرة من نوعها».
في عام 1989، وصف الصحفي والمحلل السياسي بوهدان ناهايلو سيلفيا كابوتكيان كواحدة من «الشخصيات الثقافية غير الروسية التي تحظى باحترام كبير» في الاتحاد السوفيتي.
في حفل استقبال أقيم في الكرملين في فبراير 1988، قال السكرتير العام السوفيتي ميخائيل جورباتشوف إن زوجته، ريسا، معجبة كبيرة بشعر كابوتيكيان.
سميت مدرسة في يريفان على اسمها تيمنا بها في عام 2007.
في 20 يناير 2009، في الذكرى 90 لميلادها، تم افتتاح متحف منزل سلفا كابوتيكيان في يريفان بحضور الرئيس سيرج سركسيان وابنها أرا. تم تعويض اسم الشارع الذي يقع فيه المتحف باسمها.

### الجوائز والألقاب

#### الجوائز
- جائزة ولاية اتحاد الجمهوريات الاشتراكية السوفيتية (1952)
- جائزة اتحاد الجمهوريات الاشتراكية السوفيتية الأرمنية (1988)
- تكريم عامل ثقافي من ولاية اتحاد الجمهوريات الاشتراكية السوفيتية الأرمنية (1970)
- تكريم العامل الثقافي اتحاد الجمهوريات الاشتراكية السوفيتية الأرمنية الجورجي (1982)
- ميدالية ميسروب ميدشت (1999) من قبل الرئيس روبرت كوشاريان
- وسام الاميرة أولجا (أوكرانيا، 1999) من قبل الرئيس ليونيد كوتشما[60]

#### ألقاب
- عضو كامل (أكاديمي) من الأكاديمية الوطنية الأرمنية للعلوم (1994)
- مواطن شرفي بيريفان (1986)

### في الثقافة
رسم رسام الكاريكاتير ألكسندر ساروخان سيلفيا كابوتكيان في كاريكاتير عام 1963، وقد تم الاحتفاظ به الآن في المتحف الوطني في أرمينيا.
عام 1992، ظهرت كابوتيكيان في الفيلم الوثائقي باراجانوف: الربيع الأخير لسيرجي باراجانوف، وهو صانع أفلام من أصل أرمني كان قد تعرض للاضطهاد من قبل السلطات السوفيتية.
لقد أنتج تلفزيون أر والتلفزة الوطنيى ة الأرمنية أفلامًا وثائقية عنها. .

## روابط خارجية
- سيلفا كابوتيكيان على موقع IMDb (الإنجليزية)
- سيلفا كابوتيكيان على موقع ميوزك برينز (الإنجليزية)
- سيلفا كابوتيكيان على موقع ديسكوغز (الإنجليزية)